# Visconti di Pisa
De Visconti van Pisa waren een aloude familie uit deze stad, die er voornamelijk in de 13de eeuw heerste. Ze waren ook belangrijk in de streek van Gallura op het eiland Sardinië.

## Geschiedenis
De Visconti van Pisa behoorden tot de Welfen en bestreden bestendig de familie Della Gherardesca die tot de Ghibellijnen behoorde. 
Het was vooral in de 13de eeuw dat leden van de familie Visconti di Pisa prominent naar voor traden in het bestuur van de republiek Pisa. 
Ze speelden voornamelijk ook een vooraanstaande rol als gouverneurs van Gallura op Sardinië (1207-1296), nadat Lamberto Visconti trouwde met Elena di Gallura.
Als erfelijke rechters (Italiaans: "giudici" ook wel "iudices" of "judikes" genoemd), waren de Pisaanse Visconti een eeuw lang de feitelijke machthebbers in het noordoosten van het eiland Sardinië.

## Bekende leden
De volgende leden van de familie verwierven bekendheid:
- Alberto Visconti, patriciër van Pisa.
- Eldizio Visconti, zoon van Alberto, patriciër van Pisa (1184-1185).
- Federico Visconti, aartsbisschop van Pisa en primaat van Sardinië en Corsika.
- Lamberto Visconti, zoon van Eldizio, patriciër van en heerser over Pisa, trouwde met Elena di Gallura en samen bestuurden ze dit gebied.
- Ubaldo I Visconti, andere zoon van Eldizio, was heerser van Pisa en bestuurde ook mee op Sardinië, voornamelijk in Cagliari.
- Ubaldo II Visconti di Gallura, zoon van Lamberto en Elena, bestuurde Gallura en, samen met zijn vrouw Adelasia di Torres, de streek Torres-Logudoro.
- Giovanni Visconti di Gallura, zoon van Ubaldo I, bestuurde Gallura en ook een deel van Cagliari.
- Nino Visconti, zoon van Giovanni, was de laatste Visconti die heerste over Gallura. Hij was getrouwd met Beatrice d'Este.
- Giovanna of Johanna Visconti, dochter van Nino, erfde Gallura maar was er slechts titulaire heerseres. Er kwam toen verwantschap met de Visconti's van Milaan, door de huwelijken van Beatrice d'Este met Galeazzo I Visconti en van Giovanna met Azzone Visconti. Johanna verkocht haar inhoudsloos geworden titel aan de koning van Catalonië en werd daarvoor door haar vriend Dante in zijn epos "Divina Commedia" in het vagevuur geplaatst.

Paus Gregorius X (1210-1276) werd geboren als Teobaldo Visconti in Piacenza.
Het is niet zeker dat hij verwant was met de Visconti's van Pisa